# Цусіма (Айті)

Цуші́ма (яп. 津島市, つしまし, МФА: [t͡suɕima ɕi̥]?) — місто в Японії, в префектурі Айті. Розташоване в північно-західній частині префектури.   Виникло на основі прихрамового містечка біля синтоїстського святилища Цусіма. Отримало статус міста 1947 року. Площа становить 25,08 км². Станом на 1 серпня 2011 року населення складало 64 993  осіб, густота населення — 2590 осіб/км².  Основою економіки є сільське господарство, текстильна промисловість, машинобудування, лісова промисловість, комерція.   